# Ston (traghetto)
Lo Ston è un traghetto appartenente alla compagnia di navigazione croata Jadrolinija.

## Servizio
Varato nel 1997 nel cantiere navale Brodosplit di Spalato e consegnato nello stesso anno alla Jadrolinija, prende servizio nei collegamenti tra Drvenik e Sućuraj.
Nell'agosto del 2002 opera sulla Orebić-Dominče.

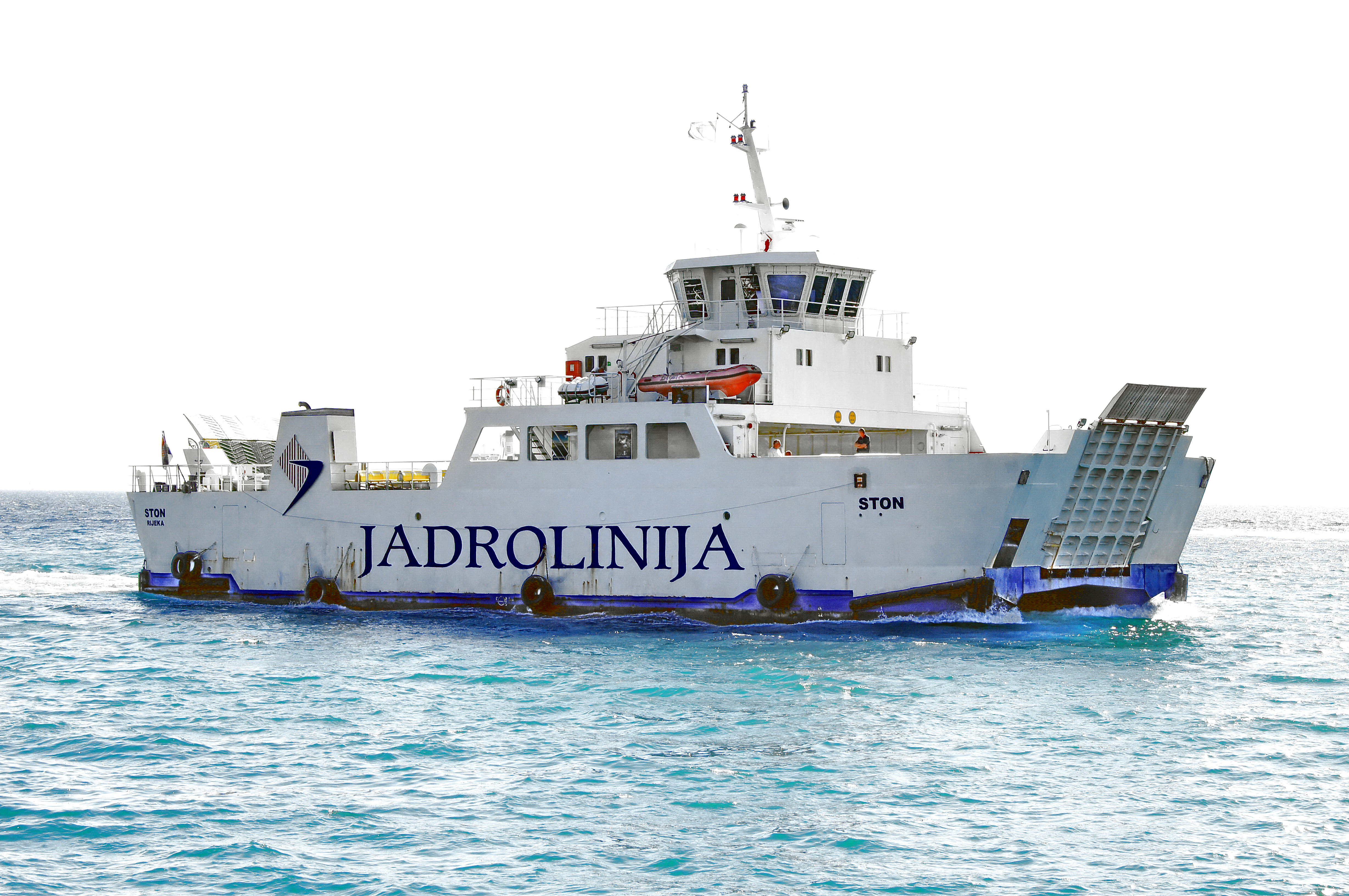
Lo Ston in arrivo a Spalato nel 2011.

Nel gennaio del 2003 viene trasferito sulla Makarska-Sumartin. Successivamente, torna in servizio nei collegamenti tra Drvenik e Sućuraj, dove opera tutt'oggi in coppia con il gemello Laslovo.

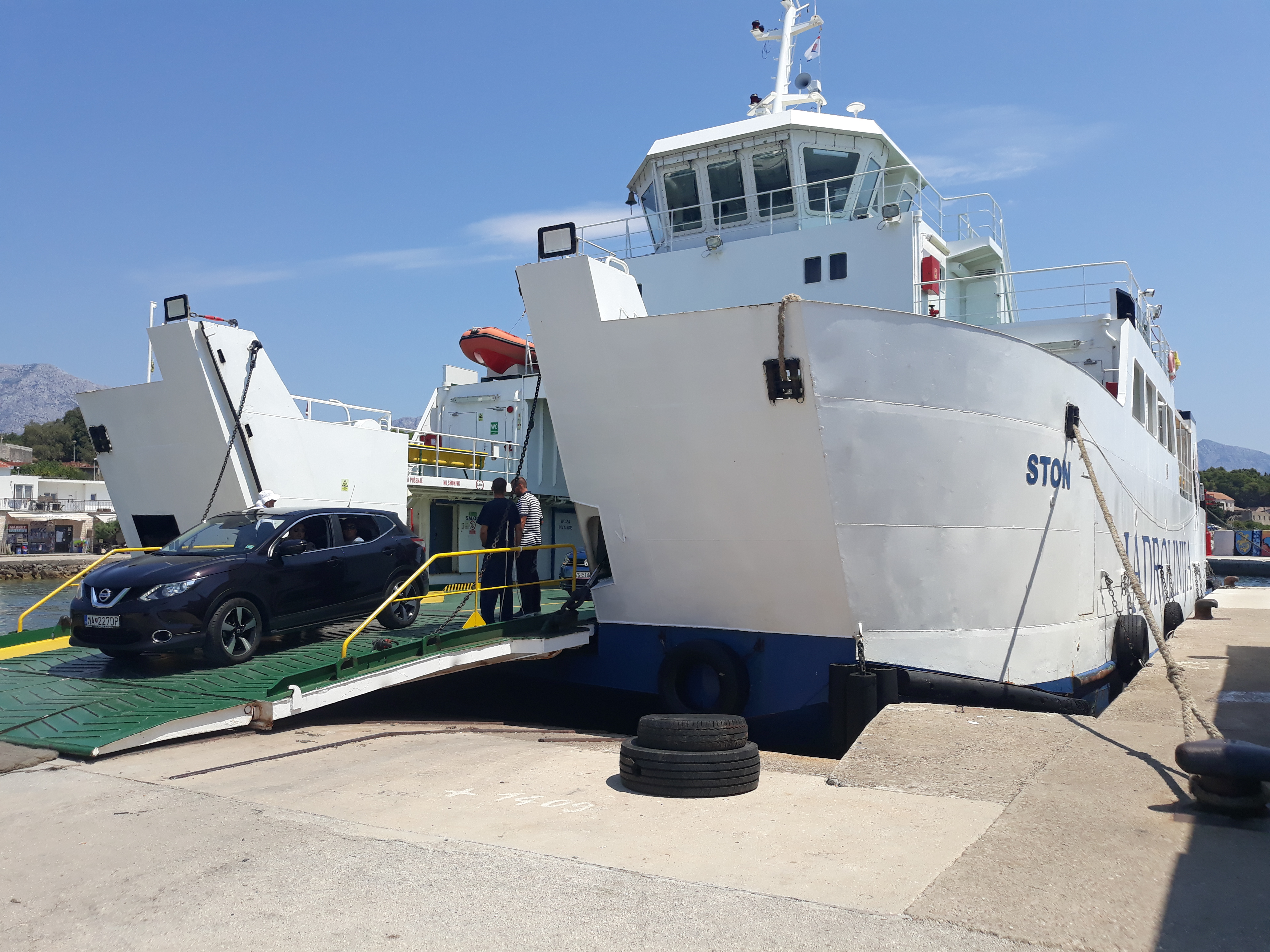
Lo Ston ormeggiato a Sućuraj nel 2021.

## Navi gemelle
- Laslovo
- Kijevo